# Camptomyia denticuligera
Camptomyia denticuligera är en tvåvingeart som beskrevs av Boris Mamaev och Zaitzev 1998. Camptomyia denticuligera ingår i släktet Camptomyia och familjen gallmyggor. Inga underarter finns listade i Catalogue of Life.